# Чивитела Месер Раймондо
Чивитѐла Месѐр Раймо̀ндо (на италиански: Civitella Messer Raimondo, на местен диалект Ciuvëtallë, Чувъталъ) е село и община в Южна Италия, провинция Киети, регион Абруцо. Разположено е на 613 m надморска височина. Населението на общината е 899 души (към 2010 г.).